# Acquafondata
Acquafondata là một đô thị ở tỉnh Frosinone trong vùng Lazio, có vị trí cách khoảng 130 km về phía Đông Nam của Roma và khoảng 50 km về phía đông của Frosinone. Tại thời điểm ngày 31 tháng 12 năm 2004, đô thị này có dân số 288 người và diện tích là 25,7 km².
Đô thị Acquafondata có các frazioni (đơn vị trực thuộc, chủ yếu là các làng) Casal Cassinese và Fontana.
Acquafondata giáp các đô thị: Filignano, Pozzilli, Vallerotonda, Viticuso.